# تشوفاشيا
جمهورية تشوفاشيا (بالروسية: Чувашская Республика) هي إحدى الكيانات الفدرالية في روسيا، تدخل في منطقة الفولجا الفيدرالية. تتمتع الجمهورية بحكم ذاتي، وتبلغ مساحتها 18,300 كيلومتر مربع، وعدد سكانها في سنة 2010 1,251,619 نسمة. عاصمتها تشيبوكساري ويبلغ عدد سكانها 460,000 نسمة.

## التاريخ
كان أسلاف التشوفاش هم البلغار والسابير، وهي قبائل أونوغر تركية كانت تسكن شمال القوقاز في القرن الخامس إلى الثامن. في القرنين السابع والثامن، غادر جزء من البلغار إلى البلقان، حيث أسسوا مع السلاف الجنوبيين المحليين دولة بلغاريا الحديثة. انتقل جزء آخر إلى منطقة الفولغا الوسطى (انظر فولغا بلغاريا )، حيث شكل السكان البلغار الذين لم يعتنقوا الإسلام أساس شعب التشوفاش.
خلال الغزو المغولي لفولغا بلغاريا، هاجر سكان السهوب إلى الشمال، حيث عاشت قبائل الفولغا الفنلندية، مثل الموردوفيون والمارييون. يَدعي التشوفاش أنهم من نسل هؤلاء السابير الذين اندمجوا مع الماريين. وفي عام 1242، أصبحوا تابعين للقبيلة الذهبية. ولم يتدخل حكام المغول والتتار اللاحقون في الشؤون الداخلية المحلية طالما تم دفع الجزية سنويًا لساراي. عندما بدأت قوة القبيلة الذهبية في التراجع، حاول تتار الفولغت من بيانا وتيمنيكوف حكم منطقة تشوفاش.
أثناء حملة إيفان الرهيب ضد خانية قازان، في أغسطس 1552، تعهد أمراء التشوفاش بالولاء لدوقية موسكوفي الكبرى في ألاتاير على نهر سورا. بين عامي 1650 و1850، أرسلت الكنيسة الأرثوذكسية الروسية مبشرين يتحدثون لغة التشوفاش لمحاولة تحويل التشوفاش إلى الإيمان الأرثوذكسي. قامت مجموعة من هؤلاء المبشرين بإنشاء لغة تشوفاش مكتوبة. أصبح معظم التشوفاش الذين بقوا في المنطقة مسيحيين أرثوذكس، لكن بعضهم ظل وثنيًا.

## الجغرافيا
تقع تشوفاشيا شرق السهول الأوروبية الشرقية على الجهة اليمنى من نهر الفولغا بين الرافدين سورا وسفياغا.
تحدها من الغرب مقاطعة نيجني نوفغورود ومن الشمال جمهورية ماري ومن الشرق جمهورية تتارستان ومن الجنوب جمهورية موردوفا ومقاطعة أوليانوفسك.
تتكون أرضها من مناطق متباينة التضاريس، حيث تنتشر تلال قليلة الارتفاع، ويجري خلالها نهر الفولجا وروافده. مناخ الجمهورية قاري لطيف ويتراوح متوسط درجة الحرارة السنوية بين 3 و3.7 درجة مئوية.

## العرقيات
وفقًا لتعداد عام 2021، يشكل عرق التشوفاش 63.7% من سكان الجمهورية. تشمل المجموعات الأخرى الروس (30.7%)، والتتار (2.7%)، والموردفين (0.7%)، ومجموعات أخرى صغيرة، تمثل أقل من 0.5% من إجمالي السكان.

## الدين
وفقًا لمسح عام 2012، 64.7% من سكان تشوفاشيا يلتزمون بالكنيسة الأرثوذكسية الروسية، و4% هم من المؤمنين المسيحيين الأرثوذكس دون الانتماء إلى أي كنيسة أو أعضاء في كنائس أرثوذكسية غير روسية، و3% من السكان (معظمهم التتار) يتبعون الإسلام، و3% مسيحيون غير منتسبين، و1% يتبعون الديانات الأصلية ( فاتيسن يالي ، ديانة تشوفاش الشعبية). بالإضافة إلى ذلك، يعلن 24% من السكان أنهم "روحيون ولكن غير متدينين"، و1% ملحدون و2.3% يتبعون ديانات أخرى أو لم يجيبوا على السؤال. هناك عدد متزايد من شهود يهوه بين الناس على الرغم من الحظر الرسمي الذي فرضته الحكومة الروسية.
دراسة الدين إلزامية لأطفال المدارس في تشوفاشيا. من بين الطلاب، ما يقرب من 76.9% مسجلون في الدراسات الأرثوذكسية، و16.0% في الدراسات العلمانية، و15.7% في دراسات الأديان العالمية، و1.4% في الدراسات الإسلامية.

## مدن وقرى تشوفاشيا
- ألاتاير
- تشيبوكساري
- كاناش
- كوزلوفكا
- ماريانسكي بوساد
- نوفوتشبوكسارسك
- شومرلايا
- تسيفيلسك.

## أعلام
- فلاديمير تشيرننكو